# Франкенберг (Саксонія)
Франкенберг (нім. Frankenberg) — місто в Німеччині, розташоване в землі Саксонія. Входить до складу району Середня Саксонія.
Площа — 65,42 км2. Населення становить 13 784 ос. (станом на 31 грудня 2020).